# Creixement epitaxial de grafè sobre carbur de silici

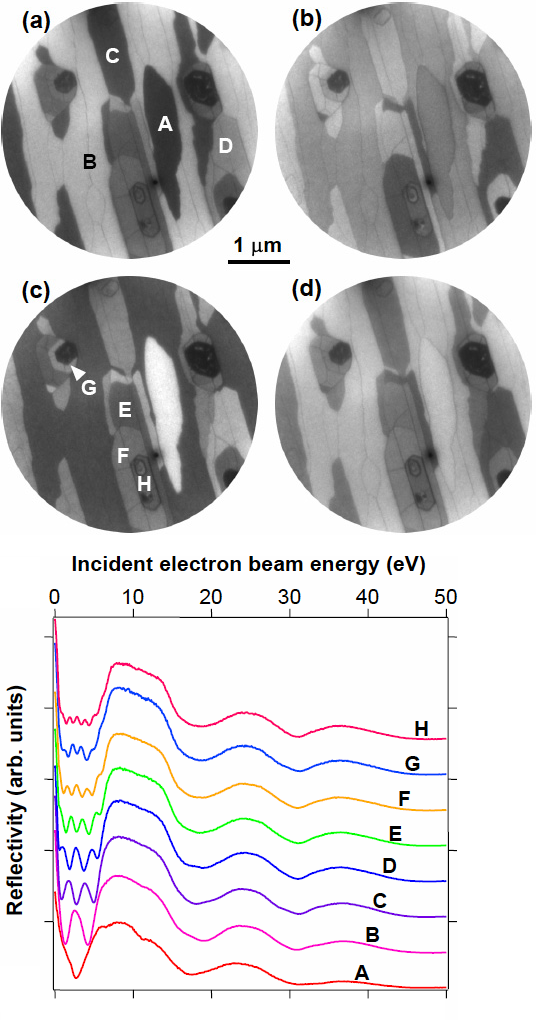
Imatges LEEM i dades de reflectivitat del grafè a 4H-SiC (0001), que mostren una sèrie de caigudes de reflectivitat corresponents al número de capa. Adaptat de

El creixement epitaxial de grafè sobre carbur de silici (SiC) per descomposició tèrmica és un mètode per produir grafè de poques capes (FLG) a gran escala. El grafè és un dels nanomaterials més prometedors per al futur a causa de les seves diverses característiques, com la forta rigidesa i l'alta conductivitat elèctrica i tèrmica. Tot i així, la producció reproduïble de grafè és difícil, per la qual cosa s'han desenvolupat moltes tècniques diferents. El principal avantatge del creixement epitaxial del grafè en carbur de silici respecte a altres tècniques és obtenir capes de grafè directament sobre un substrat semiconductor o semiaïllant que està disponible comercialment.

## Història
La descomposició tèrmica del SiC a granel es va informar per primera vegada el 1965 per Badami. Va recuit el SiC al buit fins al voltant de 2180 °C durant una hora per obtenir una xarxa de grafit. El 1975, Bommel et al. després es va aconseguir formar grafit monocapa a la cara C així com a la cara Si de SiC hexagonal. L'experiment es va dur a terme sota UHV amb una temperatura de 800 °C i suggeriments per a una estructura de grafè es poden trobar en els patrons LEED i el canvi en el pic Auger de carboni d'un caràcter de carbur a un caràcter de grafit. Per primera vegada es van mesurar nous coneixements sobre les propietats electròniques i físiques del grafè com la naturalesa de Dirac dels portadors de càrrega, l'efecte Hall quàntic mig enter o l'observació del comportament del gas d'electrons en 2D en el grafè multicapa de De Heer et al. a l'Institut Tecnològic de Geòrgia el 2004. Tot i així, el Premi Nobel de Física ″per experiments innovadors sobre el material bidimensional del grafè″ l'any 2010 va ser atorgat a Andre Geim i Konstantin Novoselov. Un document oficial en línia de la Reial Acadèmia Sueca de Ciències sobre aquest premi va ser criticat. Walter de Heer esmenta diverses objeccions sobre el treball de Geim i Novoselov que aparentment han mesurat en grafè de moltes capes, també anomenat grafit, que té diferents propietats electròniques i mecàniques. Emtsev et al. va millorar tot el procediment el 2009 recuit les mostres de SiC a altes temperatures superiors a 1650 °C en un entorn d'argó per obtenir grafè morfològicament superior.

## Procés
El procés subjacent és la desorció d'àtoms d'una superfície recuita, en aquest cas una mostra de SiC. A causa del fet que la pressió de vapor del carboni és insignificant en comparació amb la del silici, els àtoms de Si es desorbeixen a altes temperatures i deixen enrere els àtoms de carboni que formen capes grafitiques, també anomenades grafè de poques capes (FLG). Diferents mecanismes d'escalfament com l'escalfament de raigs electrònics o l'escalfament resistiu condueixen al mateix resultat. El procés d'escalfament té lloc al buit per evitar la contaminació. Es necessiten aproximadament tres bicapes de SiC per alliberar prou àtoms de carboni necessaris per a la formació d'una capa de grafè. Aquest nombre es pot calcular a partir de les densitats molars. El repte d'avui és millorar aquest procés de fabricació industrial. El FLG obtingut fins ara té una distribució de gruix no uniforme que condueix a diferents propietats electròniques. A causa d'això, hi ha una demanda de FLG de gran superfície uniforme en creixement amb el gruix desitjat de manera reproduïble. A més, encara no s'entén totalment l'impacte del substrat de SiC sobre les propietats físiques de FLG.

## Aplicacions
A més, el grafè epitaxial sobre SiC es considera un material potencial per a l'electrònica de gamma alta. Es considera que supera el silici en termes de paràmetres clau com la mida de les característiques, la velocitat i el consum d'energia i, per tant, és un dels materials més prometedors per a aplicacions futures.